# 罗克群岛
羅克群島（Rock Islands）是帛琉的群島，又稱 Chelbacheb，位於貝里琉州東北40公里的太平洋海域，屬於加羅林群島的一部分，由超過250座珊瑚礁隆起所造成的石灰岩島嶼組成，面積47平方公里，最高點海拔高度207米，島上無人居住。日治時代被稱為帛琉松島。2012年7月，羅克群島與周邊潟湖群被登錄於世界遺產名單。

## 地理
主要島嶼：
- 埃爾馬爾克島
- Ngeruktabel島
- 烏隆島（英语：Ulong Island）

## 環境

### 重點鳥區
由於羅克群島為大多數帛琉特有種鳥類的棲息地，其中4,912公頃的區域被國際鳥盟指定為重點鳥區。帛琉特有種鳥類包括密克羅尼西亞塚雉、帛琉雞鳩、密克皇鳩、帕島果鳩、帛琉金絲燕、帛琉翠鳥、密克羅尼西亞吸蜜鳥、晨鵙鶇、帛琉扇尾鶲、帛琉闊嘴鳥、帛琉樹鶯、帛琉繡眼、薄黑繡眼、加羅林繡眼、密克羅尼西亞椋鳥。

## 觀光
群島與周邊珊瑚礁包含了帛琉最受歡迎的觀光景點，例如帛琉藍角、帛琉藍角、德國水道、納美爾斯島、以及眾多汽水湖中的其中之一的水母湖，為數種無毒水母的棲息地。

## 人口組成
群島中唯一有人居住的地方是海豚灣（位於Ngeruktabel島上，距離柯羅5公里），為帛琉國立海洋公園。

## 圖片

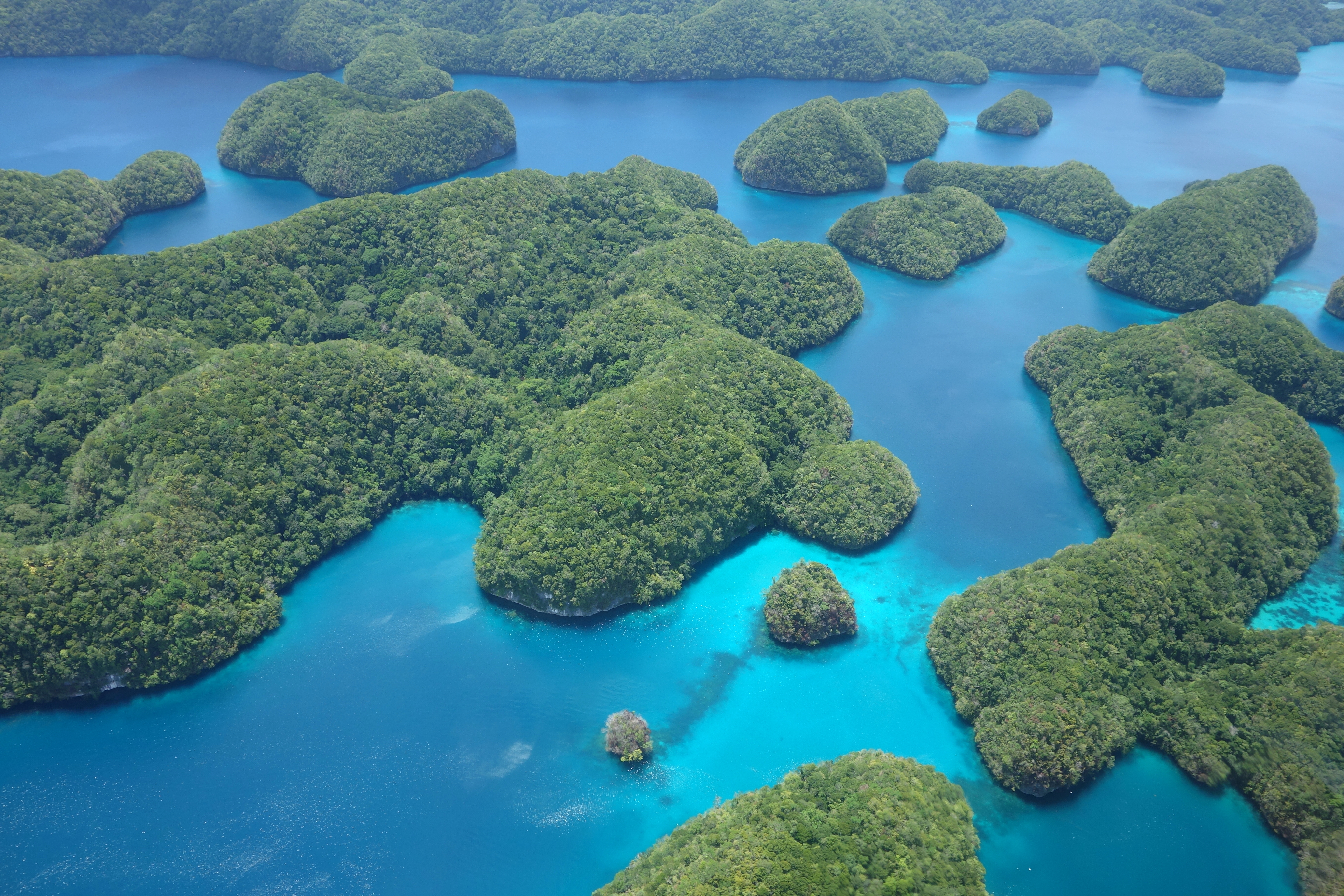
羅克群島空拍圖
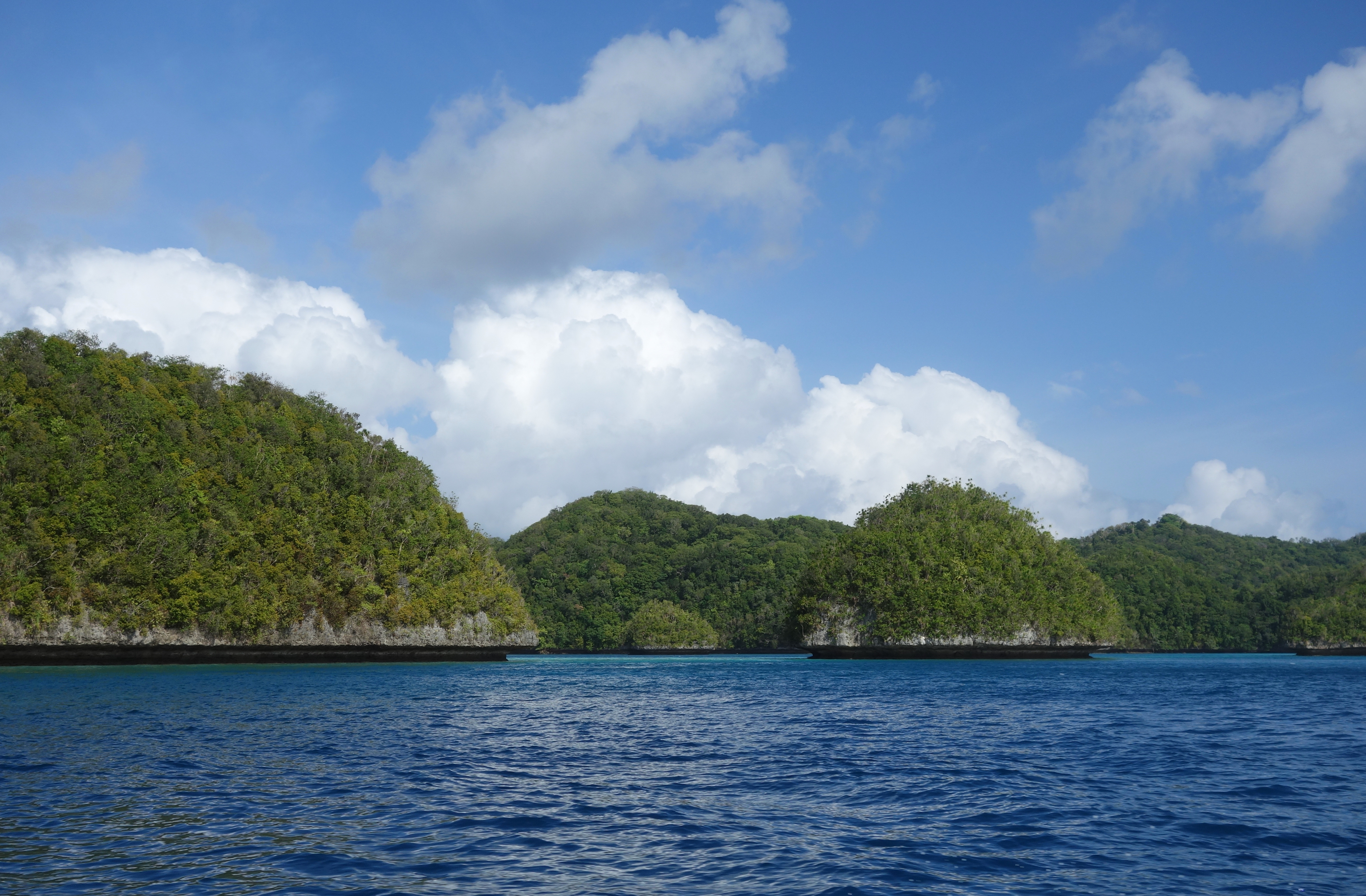
由潟湖望向羅克群島
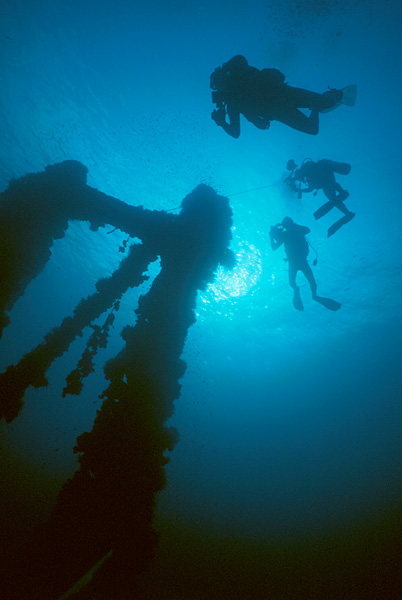
潛水客深潛至日本海軍給油艦石廊
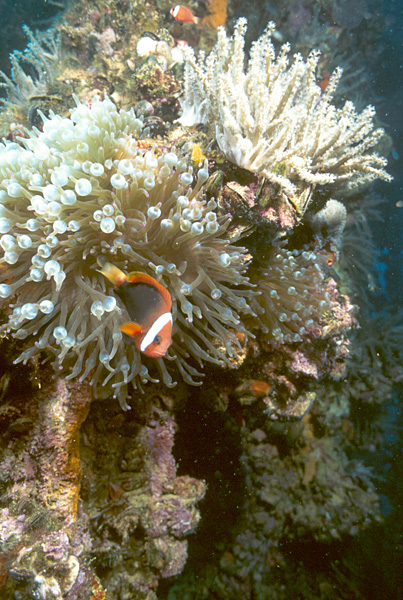
棲息於給油艦石廊殘骸上的小丑魚
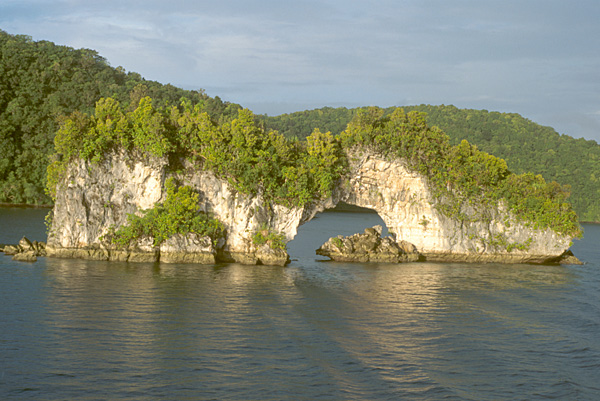
羅克群島中的島嶼

## 外部連結
- Island Directory（页面存档备份，存于）
- Map of Mecherchar (Eil Malk) （页面存档备份，存于）